# Packs de accesorios de Los Sims 2
Los Packs de Accesorios son pequeños paquetes de expansión para Los Sims 2 que añaden nuevos elementos, ropa y muebles para el juego sin la aplicación de cualquier cambio significativo al juego. Estos packs suelen añadir unos 60 objetos nuevos, junto con algunas piezas de música. 

## Packs de accesorios

### Edición Navideña
Los Sims 2: Edición Navideña (título original: The Sims 2: Christmas Party Pack) se considera como el primer pack de accesorios lanzado para Los Sims 2. Este pack ofrece los contenidos disponibles en la versión 2005 de la Edición de vacaciones, además de otros contenidos nuevos, a los jugadores que ya poseían una copia del juego básico. El contenido de este pack, junto con veinte nuevos temas adicionales, también está disponible a través del pack Los Sims 2: Navidad Accesorios.

### Decora tu Familia Accesorios
Los Sims 2: Decora tu Familia Accesorios es el segundo pack de accesorios para Los Sims 2, y fue lanzado el 13 de abril de 2006 para PC, y el 30 de abril de 2007 para Mac. Este pack de juego añade elementos introducidos en los anteriores packs de expansión y se centra principalmente en objetos de dormitorios infantiles, incluyendo medievales y bajo el tema de "conjuntos de dormitorio". También se incluye un tema náutico para las salas. Están disponibles nuevos trajes y disfraces para cada grupo de edad. Los Sims 2: Decora tu Familia Accesorios también incluye tres casas nuevas y varias canciones en el marco de la categoría "Pop" realizada por el grupo Barenaked Ladies.

### Todo Glamour Accesorios
Los Sims 2: Todo Glamour Accesorios es el tercer "pack de accesorios" para Los Sims 2. Se anunció oficialmente el 13 de julio de 2006 y fue lanzado el 31 de agosto de 2006. Como el título indica, este paquete se centra en "la vida glamorosa", y añade una serie de nuevos objetos, ropa y texturas para pared/piso relacionadas con el estilo de vida glamorosa. El pack también incluye dos casas ya creadas.

### Navidad Accesorios
Los Sims 2: Navidad Accesorios (título original: The Sims 2: Festive Holiday Stuff) es una actualización de Los Sims 2: Edición Navideña, y se encuentra a la venta en los principales puntos de venta de videojuegos (a diferencia de fiesta Pack, que sólo estaba disponible para su compra a través de la tienda en línea de Electronic Arts en los Estados Unidos y como una versión comercial en la región asiática del Pacífico). Navidad Accesorios añade al juego original contenidos adicionales sobre el tema de las vacaciones, y fue lanzado el 7 de noviembre de 2006. Este es el primer y único pack o expansión de Los Sims 2 que no utiliza una clave para desbloquear la instalación.
Una edición renovada de Los Sims 2: Edición Navideña fue lanzado simultáneamente con Navidad Accesorios; que contiene el juego original junto con la expansión Navidad Accesorios en un pack, similar a la edición Los Sims 2: Edición Navideña lanzada en 2005. 
El 24 de octubre de 2006, EA anunció una mini-versión de este paquete titulada Los Sims 2: Happy Holiday Mini Pack. El mini-pack incluye 20 nuevos temas no incluidos en esas versiones.

### ¡De Fiesta! Accesorios
Los Sims 2: ¡De Fiesta! Accesorios fue el cuarto pack de accesorios lanzado por EA. La primera confirmación oficial de ¡De Fiesta! Accesorios llegó en forma de un folleto que se envió con la expansión Los Sims 2 y las Cuatro Estaciones. El juego fue lanzado el 3 de abril de 2007 e incluye características nuevas como colecciones de muebles y trajes para bodas y fiestas. El paquete también incluye dos casas.

### H&M Moda Accesorios
Los Sims 2: H&M Moda Accesorios (título original: The Sims 2: Fashion Stuff) se anunció como el quinto pack de accesorios en el sitio web oficial el 25 de abril de 2007, y fue lanzado el 5 de junio de 2007. Teniendo como base a la empresa de ropa en la realidad H&M, el pack incluye colecciones de ropa H&M para hombres y mujeres. El pack añade canciones de Jibbs, Keke Palmer, Kevin Michael y NLT al Pop y Hip Hop. El pack de accesorios también viene con tres tiendas H&M.

### Jóvenes Urbanos Accesorios
Los Sims 2: Jóvenes Urbanos Accesorios fue lanzado el 5 de noviembre de 2007 en Norteamérica y el 6 de noviembre de 2007 en Australia como el sexto pack de accesorios. El pack incluye temas relacionados con la adolescencia: "Gótico", "Deportistas" y "Sociedad". También incluye dos casas, además de música para la estación de radio Metal, que incluye canciones de Plain White T's y muchos más.

### Cocina y Baño Diseño de Interiores Accesorios
Los Sims 2: Cocina y Baño Diseño de Interiores Accesorios es otro pack de accesorios para Los Sims 2. Fue lanzado el 15 de abril de 2008 en Norteamérica, y el 18 de abril de 2008 en Europa. El nuevo pack trae novedades para la cocina y el baño como los nuevos aparatos de cocina, fregaderos, contadores, duchas y aseos. Este pack también incluye un loft romántico y una elegante casa y algunos temas de música latina en la estación de radio de Salsa.

### IKEA Accesorios Para El Hogar
Los Sims 2: IKEA Accesorios para el hogar se lanzó el 24 de junio de 2008 en Norteamérica, el 25 de junio de 2008 en Australia y el 26 de junio de 2008 en Europa. El pack incluye todos los nuevos muebles y la decoración de la cadena de muebles IKEA, centrándose principalmente en salones, dormitorios y oficinas en casa. Es el segundo pack de accesorios que incluye los productos de una empresa real, siendo la primera la de H&M con Los Sims 2: H&M Moda Accesorios. Curiosamente, ambas son empresas suecas.

### Mansión y Jardines Accesorios
Los Sims 2: Mansión y Jardines Accesorios es el noveno y último pack de expansión de Los Sims 2. Incluye tres nuevos estilos de mansiones: "Marroquí", "Segundo Imperio" y "Retro Moderno". También incluye columnas exóticas, nuevos corredores, ventiladores de techo, una nueva escalera, etc. Ahora en los jardines se pueden poner también abanicos de piedras y arbustos. 
En cuanto a arquitectura añade paneles solares, nuevas ventanas, puertas y techos, y un cercado para construir mansiones más vistosas. Además incluye decoración como esculturas, fuentes y jardines para añadir un elemento artístico y relajante los jardines del juego.